# Царски рез (издавачка кућа)
Царски рез је независна хипхоп издавачка кућа са седиштем у Београду. Године 2006. основали су је чланови групе „Архитекти“ Блоковски, Маузер и Куер. 
Данас уговоре са кућом има петнеаст извођача из четири земље: Србије, Аустрије, Канаде и Швајцарске. Са бројем од дискографијом преко двадесет издања, Царски рез је једна од најпродуктивнијих дискографских кућа у српском хипхопу. Царски рез самостално дистрибуира своја издања уз неке изузетке (једна компилација издата у сарадњи са Магмедијом и најављена сарадња са Комуном).
Поред издавачке делатности, кућа се бави продукцијом и снимањем албума у свом студију на Бановом Брду.

## Историјат

### Почеци
Када су 2005. године Спирит Блоковски (познат и као Кајбло Спирит), Маузер (тада Растамон) и Куер основали групу Архитекти, она је брзо постала једна од популарнијих демо група на београдској хипхоп сцени, првенствено зато што су њени чланови пре тога стекли добру репутацију као самостални извођачи (пре свега Кајбло Спирит који је пре тога самостално издао албум Чекање је мучно, који је ретроактивно сврстан у дискографију Царског Реза као прво издање).
Знајући да у тадашњем домаћем музичком издаваштву има мало простора и интересовања за хипхоп, Архитекти одлучују да сами формирају етикету преко које ће промовисати и дистрибуирати своја будућа издања. Тако 11. маја 2006 радни назив албума на коме су тада радили постаје име новоосноване независне етикете: Царски Рез.
Убрзо се етикети придружују новобеоградски ем-си и продуцент Мадафанкинмјан (MothapnonkinMjan), и дуо продуцента и емсија из Жаркова, Скуби енд д Ист (Sqb & The Easst). Њих тројица су били повезани са оснивачима Царског Реза преко Блоковског. Мјан и Блоковски су правили песме много пре оснивање групе Архитекти (Мјан и гостује на Кајбловом првом издању: Чекање је мучно). Скуби и Ист су одувек радили заједно, али почињу да се потписују као дует тек по распаду претходне веће групе чији су обојица били чланови. У једној од њихових првих песама под именом “Скуби енд д Ист”, Блоковски је допринео рефрен и неке додатне вокале.
Наредне године Архитекти заједно са Баук Сквадом и ФТП-ом наступају на Егзиту 06 као једини представници домаћег демо хипхопа. Са циљем промоције нове етикете, на фестивалу су дељени “Промо 1” дискови, компилација са песмама свих тадашњих чланова етикете. Од тада је установљена пракса Царског Реза да једном годишње саставља “Промо” компилације које се деле бесплатно.
У јесен исте године Царски Рез организује први самостални концерт у београдском клубу Минт, у оквиру промоције два издања ("Спирит Блоковски – Опроштај од лошег снимка“, и „Мадафанкинмјан – Ритам, прича, бас, фанк") која су изашла неколико месеци пре тога.

### Проширење
Заједно са куповином нове опреме за снимање и постављањем нове веб странице, Царски Рез крајем 2006. проширује свој састав, и постаје интернационалан. Листи извођача придружују се новосадски емсијеви Аск и Мираж, затим двојац из Канаде Бебл Гунз (Babble Goons), који су тада чинили Хајдук (Highduke) и Скрајб (Scribe), и ем-си, ди-џеј и продуцент из Швајцарске Барон. Двојац Бебл Гунз је са својим оштрим и агресивним стилом већ пре тога изградио репутацију како пред публиком у Канади, тако и пред домаћим слушаоцима упућеним у дешавања у српском демо репу углавном преко тадашњег интернет Хипхоп портала Радивизија. Барон је пажњу исте те публике привукао још 2003. својим комплетно самостално испродуцираним албумом „Публика Безбедности”. Због препознатљиве мрачне атмосфере и слојевитог семпловања, публика је Баронову музику тада прозвала „српским деф џакс (def jux) звуком”. 
Пред крај године излази мултимедијално издање Миража, Синкретизам 16.

### Од отварања студија до данас
Почетком 2007. отворен је Царски Рез студио на Бановом Брду, чиме је започето ново поглавље у раду етикете. Два месеца касније организована је прва царски рез недеља, када су се у периоду од седам дана на званичној веб страници Царског Реза свакодневно појављивале нове песме, инструментали и поклон дискови за посетиоце. Ова акција је од тада више пута понављана.
Маја 2007. излази и албум од кога је све кренуло: Пројекат који је започет са радним називом Царски Рез, излази као Архитекти И-пи (EP)
, предвођен синглом “Мрзим”.
Октобра 2007. излазе два албума: “Спирит Блоковски – Облаци од Облака део. 1”. (као бесплатно интернет издање, и као диск на продају), и “Babble Goons – Critical Condition” “Облици од Облака део 1” је крајем године на порталу Радивизија изгласан за демо албум године, док Бебл Гунз својим албумом и бројним наступима успешно промовише Царски Рез у Канади.
Након завршетка првог албума, Бебл Гунз мења састав. Групу напушта Скрајб, а придружују јој се Ртквејк Слик (Earthquake Slick), Бигавац и ди-џеј Грусм (Grusm), који је ирске националности и тако први члан етикете који није пореклом из Србије. Scribe остаје у постави Царског Реза као самостални извођач.
Исте године етикети се придружује Грема Џи, емси и продуцент из Аустрије, који је урадио постпродукцију на албуму Бебл Гунза.
Годину 2008. обележиле су награде на годишњем гласању портала Радивизија: Понављајући прошлогодишњи успех, албум “Спирит Блоковски – Облици од Облака део 2” изгласан је за демо албум године, а песма са тог издања “Спирит Блоковски – Ха Ха” за демо песму године (у најужем избору нашла се и песма “Скуби енд д Ист – Шмингвин”. “Скуби представља Газда Пају” проглашен је И-пијем године.
Јуна 2008. излази прво Царски Рез издање доступно у свим продавницама широм државе: Компилација свих извођача, Рез 1, са водећим сингловима “Скуби енд д Ист – Космос”, и “Мадафанкинмјан – Генгста Фанк”, издата је у сарадњи са издавачком кућом Магмедија. Крајем године организована је успешна промоција тог издања у београдском клубу Енергија, што је био други самостални концерт Царског Реза.
Те године етикети приступа и Суприм (Supreme), емси из Зајечара који заједно са Блоковским постаје један од најпродуктивнијих чланова етикете. Септембра 2009. изашао је њихов заједнички албум „Само Лагано“.
Царски Рез наставља да буде активан на српској хип-хоп сцени, у периоду 2010.-2011. изашло је још 14 издања.

## Тренутна постава
- Блоковски (емси, Београд)
- Маузер (емси, Београд)
- Куер (продуцент, Београд)
- Мјанџизл (познат и као Мадафанкинмјан), (продуцент и емси, Београд)
- Д Ист (емси, Београд)
- Скуби (продуцент, Београд)
- Аск (емси, Нови Сад)
- Суприм (емси, Зајечар)
- Барон (емси, продуцент, диджеј, Шафхаузен, Швајцарска)
- Грема (емси, продуцент, Беч, Аустрија).
- Скрајб (емси, Отава, Канада)
- Лос Лосос (Тимбе, Крукс и Фили Пи, Београд)
- Ртквејк Слик (емси, Отава, Канада)
- Бигавац (емси, Отава, Канада)
- Хајдук (емси, продуцент, Отава, Канада)
- Грусм (ди-џеј, Отава, Канада)

(Прва тројица су уједно и чланови групе Архитекти, а последња четворица чланови групе Babble Goons)

## Дискографија
Издања Царског Реза могу да се сврстају у четири категорије, зависно од тога на који начин су доступна: Постоје издања која су доступна само као дискови у продаји (било са званичног сајта или у разним скејт продавницама и слично), и постоје бесплатна интернет издања која се могу скинути са званичне веб странице. Између њих, неки албуми су истовремено пласирани и као бесплатно интернет издање, и као диск у продаји. Посебна категорија су Промо дискови, који су бесплатни, али којих нема на интернету већ се деле на разне начине. У загради је уз годину изласка назначен и тип издања:
1. Кајбло Спирит – Чекање је мучно (2005, диск)
2. Спирит Блоковски – Опроштај од лошег снимка (2006, диск)
3. Мадафанкинмјан – Ритам, Прича, Бас, Фанк (2006, диск)
4. Царски рез - Промо 1 (2006, бесплатни диск)
5. Мираж - Синкретизам 16 (2006, диск)
6. Архитекти – И-пи (2007, диск)
7. Спирит Блоковски – Облици од облака део 1. (2007, диск/интернет)
8. (2007, диск)
9. Царски рез – Промо 2 (2007, бесплатни диск)
10. Скуби представља Газда Пају - FUNK'D UP (2008, диск/интернет)
11. Спирит Блоковски – Облици од Облака део 2. (2008, диск/интернет)
12. Царски Рез – Рез 1. (Царски Рез/Магмедија) (2008, диск)
13. Барон – The Re-Cuts (2008, интернет)
14. Царски Рез – Промо 3 (2009, бесплатни диск)
15. (2009, интернет)
16. Суприм & Блоковски – Само Лагано (2009, интернет)
17. Маузер - Царски Кобазз (2009, интернет)
18. Ди-џеј Даст и Блоковски - Мој друже (2009, интернет)
19. ЦРЗ Инструментали 1 (2009, интернет)
20. Скуби - Бонус Траке (2009, диск)
21. - Кога Брига (2010, интернет)
22. - -{Hologram RMX EP} (2010, интернет)
23. Барон- - -{Publika Bezbednosti: RELOADED} (2010, интернет)
24. - Шта Има (2010, диск)
25. - -{SKUBAZZ! umiksovana kaseta vol.1} (2010, интернет)
26. Блоковски - Ко сам ја (2010, интернет)
27. Царски рез – Промо 4 (2010, бесплатни диск)
28. Скуби - АЕ (2010, интернет)
29. Блоковски - Дете са лоптом увек нађе друштво за игру (2011, бесплатни диск)
30. Блоковски - Прототип (2011, диск)
31. Скуби - Баос (2011, интернет)
32. Суприм и Блоковски - Зумбул и Звекан (ЕП) (2012, диск/интернет)
33. Блоковски - Ништа нарочито (ЕП) (2012, интернет)
34. Скуби - Синее! (2013, интернет)
35. Маузер - Дриблинг на петопарцу (2013, интернет)
36. - -{SKUBAZZ! umiksovana kaseta vol.2} (2016, интернет)
37. Скуби - Торимас (2016, диск)